# Charles-Auguste de Bade-Durlach
Charles-Auguste de Bade-Durlach (né le 14 novembre 1712 - † 30 septembre 1786), Régent du duché de Bade-Durlach pour le compte de Charles-Frédéric de Bade de 1738 à 1746.

## Biographie
Charles-Auguste est le fils ainé de Christophe de Bade-Durlach un fils cadet du margrave Frédéric VII Magnus de Bade-Durlach et de Marie-Cristine Félicité de Leiningen-Dachsburg-Falkenburg-Heidesheim, fille du comte Jean de Leiningen-Dagsburg-Falkenburg. Charles Auguste reçoit sa première éducation à la cour de son oncle, le margrave Charles III Guillaume de Bade-Durlach et étudie à l'Université de Lausanne en Suisse. En 1735, il entre dans l'armée impériale avec le grade de Général et en 1760. Il est nommé Maréchal de camp, grade avec lequel il participe à la bataille de Rossbach lors de la Guerre de Sept Ans. De 1749 à 1752 il est commandant en chef de l'armée de Wurtemberg.
À la mort soudaine de Charles III Guillaume le 12 mai 1738, le fils de ce dernier,Charles-Frédéric, âgé de 10 ans, se voit assister au gouvernement par Charles Auguste qui intervient comme régent du Margraviat de Bade-Durlach. La veuve du défunt margrave tente pourtant de prendre la régence pour elle-même en maintenant la cour dans le château de Durlach. Afin de contrer cette initiative, Charles Auguste opte pour un transfert du gouvernement à Karlsruhe, ce qui constitue le début de l'ascension de la cité vers son rôle de capitale.
Afin d'apaiser le contentieux familial, les affaires du gouvernement sont confiées à un homme d'état, le comte Friedrich Johann Emich von Üxküll-Gyllenband, lequel a poursuivi une politique amicale envers l'Autriche. En 1741, en fait, après l'accession au trône de Marie-Thérèse d'Autriche et le déclenchement de la Guerre de Succession d'Autriche, l'impératrice était à la recherche d'un consensus au sein des états qui composent le Saint-Empire romain. La margraviat de  Bade-Durlach avait depuis des siècles un contentieux avec l'Empire dans lequel l'Autriche revendiquait quelques patries de son territoire comme privilège féodal. Le régent et le margrave se mirent d'accord pour renoncer aux territoires du Landgraviat de Szumirad ainsi qu'à Badenweiler et Rötteln en échange de compensation et d'un serment de fidélité à la cause de la succession de Marie-Thérèse d'Autriche. La régence de Charles Auguste pour le compte de Charles Frédéric est brève mais dure jusqu'à la majorité de ce dernier en 1746. Charles Auguste se retire de la vie publique et meurt en 1786.

## Union et postérité
Charles-Auguste contracte un mariage morganatique avec Juliane Schmid ensuite titrée dame de Ehrenberg, nom sous lequel leurs enfants seront connus:
- Christophe Auguste (14 septembre 1773 – 12 octobre 1839, Bruchsal)
- Auguste (1776 - 1813, Vilnius, Lituania), tué en servant dans la Grande Armée de Napoléon lors de la campagne de Russie
- Guillemette (15 septembre 1780, Durlach - 8 novembre 1854, Karlsruhe), épouse le colonel Ludwig von Cancrin en 1804 à Karlsruhe
- Charles Ernest Louis (1783, Durlach - 1817, Heidelberg), épouse en 1809 à Massenbach la barone  Friederike Christine Eléonore de Massenbach (1786, Usingen - 1855, Heidelberg)
- Louis Frédéric (mort 1786 à Durlach)
- Caroline Auguste (née 1781 à Durlach)
- Catherine Ludovica  (1785, Durlach - 1806, Karlsruhe)